# Barré Lyndon
Pour les articles homonymes, voir Lyndon.
Barré Lyndon est un scénariste britannique né le 12 août 1896 à Londres, en Angleterre, mort le 23 octobre 1972.

## Filmographie
- 1941 : Crépuscule
- 1944 : Jack l'Éventreur (The Lodger)
- 1945 : Hangover Square
- 1945 : La Maison de la 92e Rue (The House on 92nd Street), Prix Edgar-Allan-Poe du meilleur scénario en 1946
- 1948 : Les Yeux de la nuit (Night Has a Thousand Eyes)
- 1950 : Pour plaire à sa belle (To Please a Lady)
- 1952 : Sous le plus grand chapiteau du monde (The Greatest Show on Earth)
- 1953 : La Guerre des mondes (The War of the Worlds)
- 1953 : L'Étrange Mr. Slade (Man in the Attic)
- 1954 : Le Signe du païen (Sign of the Pagan)
- 1955 : La Conquête de l'espace (Conquest of Space)
- 1957 : Les Amours d'Omar Khayyam (Omar Khayyam)
- 1961 : The Little Shepherd of Kingdom Come
- 1965 : La Créature des ténèbres (Dark Intruder)